# Heinrich Höfer

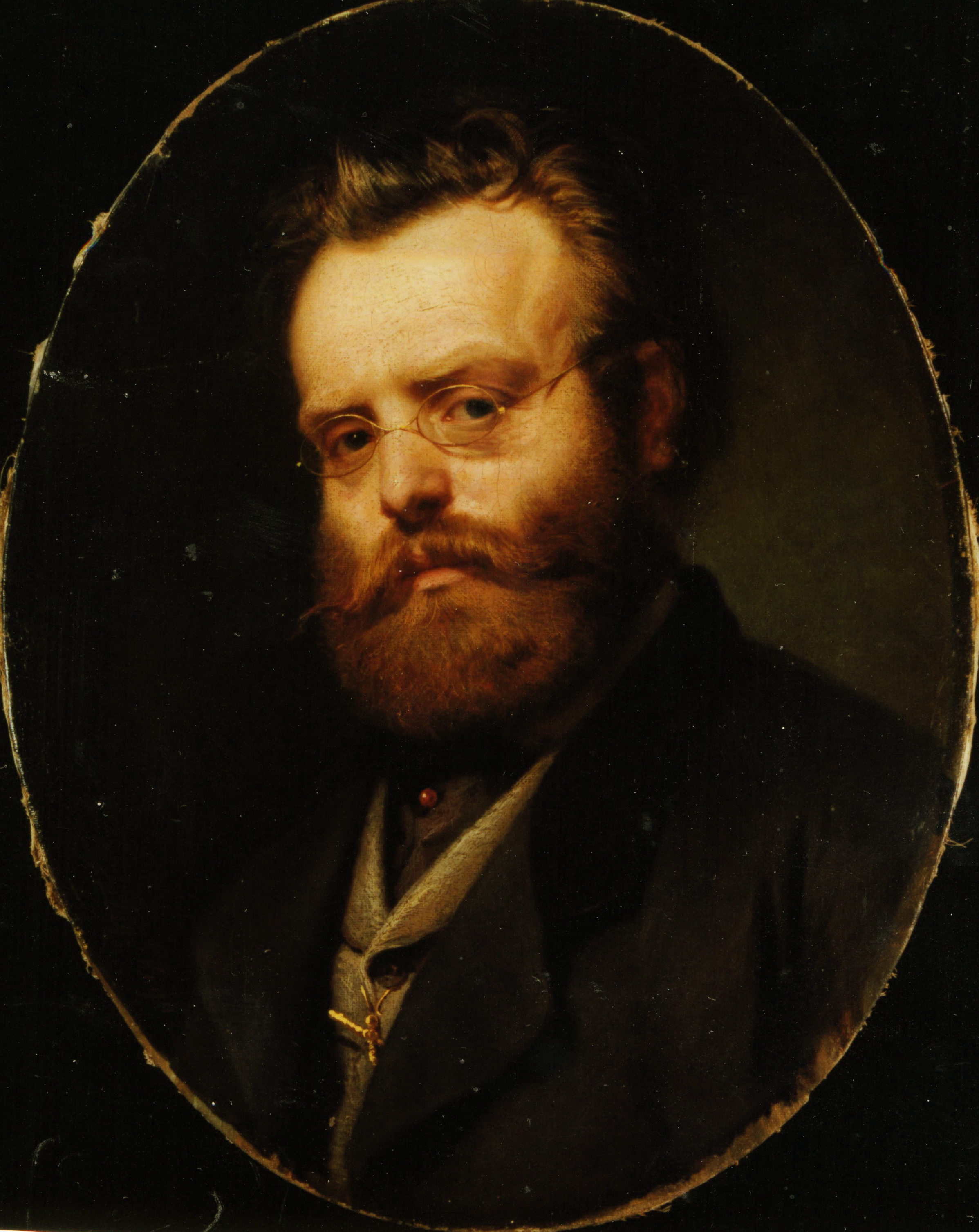
Selbstbildnis ca. 1868

Johann Heinrich Höfer (* 22. Oktober 1825 in Eisfeld; † 10. Februar 1878 in München) war ein deutscher Landschafts- und Porträtmaler.

## Leben
Höfer stammte aus einer angesehenen Eisfelder Tuchmacherfamilie, die durch das Vordringen der Textilindustrie verarmt war. Sein Großvater war Bürgermeister dieses Städtchens im Herzogtum Sachsen-Meiningen, nahe Coburg. Mit vierzehn Jahren verlor er den Vater und musste mitverdienen. Er hatte Zeichentalent und in der Gegend gab es Porzellanwerke; so erlernte er das Handwerk des Porzellanmalers. Heinrich wollte jedoch mehr. Mit 22 Jahren brach er ein erstes Mal auf, um in Prag die Porträtmalerei zu erlernen. Nach zwei Jahren kehrte er zurück, mit geringem Erfolg, denn es fehlte ihm, wie er seinem Bruder schrieb, eine kundige Anleitung und er musste bar jeder Unterstützung „sein Brod verdienen“.
1851, mit 25 Jahren machte er sich erneut auf die Walz, über Dresden, Prag und Linz in die Steiermark, um nun als Landschaftsmaler zu reüssieren. Dies gelang – zumindest finanziell. 1855 ließ er sich in der Kunstmetropole München nieder und trat sogleich in den Münchner Kunstverein ein. Dort wurde ihm, dem Autodidakten, schnell bewusst, wie viel er noch dazulernen musste. Er freundete sich mit dem gleichaltrigen Allgäuer Landschaftsmaler Karl Millner an, der ihn in seine Kunst einführte und ihm seine eigenen Vorbilder Carl Rottmann und Eduard Schleich der Ältere nahebrachte. Schon früher war er über Salomon Gessners „Brief über die Landschaftsmalerey“ auf die altholländischen Landschaftsmaler wie Berchem, Swanevelt und Waterloo, auf Claude Lorrain und Nicolas Poussin als Vorbilder gestoßen, die er nun in der Münchner Pinakothek kopieren konnte.
Um systematisch Naturstudien zu betreiben und Motive für seine idealen Landschaften zu sammeln, unternahm Heinrich jedes Jahr ausgedehnte Reisen. Sie führten ihn ins bayrische Voralpenland, ins Salzburgische, nach Tirol und bis in die Schweiz. Er wurde ein versierter und erfolgreicher Landschaftsmaler, dessen Werke sich gut auch ins Ausland verkaufen ließen. Er arbeitete regelmäßig am Chiemsee und auf der Fraueninsel, in deren Künstlerchronik er sich 1863 mit einem Aquarell verewigt. 1867 ehelichte er die Arzttochter Mathilde Nenninger aus Eisfeld. Aus dieser Ehe gingen zwei Söhne hervor; der eine, Wilhelm, wurde Arzt, der andere Künstler: der spätere Scholle-Maler und Jugend-Illustrator Adolf Höfer. In der Münchner Gabelsbergerstraße erwarb Heinrich ein dreigeschossiges Wohnhaus, in dem die Familie den ersten Stock bewohnte; zusätzlich ließ er ein Rückgebäude mit sechs Malerateliers errichten. Der Maler Christian Mali gehörte zu seinen Freunden, ebenso prominente Münchner, wie die Architekten Albert Schmidt und Georg von Hauberrisser.
Über die Mieteinnahmen war die Familie zwar finanziell abgesichert, jedoch verstarb Mathilde 1873 und in der Nacht vom 10. auf den 11. Februar 1878 starb Höfer selbst mit nur 52 Jahren, beide an Tuberkulose. Mit seiner zweiten Frau Amalie, geb. Ruhwandl, ebenfalls Arzttochter aus einer angesehenen Münchner Familie, hatte er noch Gelegenheit zu der lang ersehnten Italienreise. Amalie zog die beiden Söhne aus erster Ehe groß; ihre eigenen zwei Töchter starben im Kindesalter. Sie überlebte ihren Ehemann um fast 40 Jahre und starb 1917.

## Werk

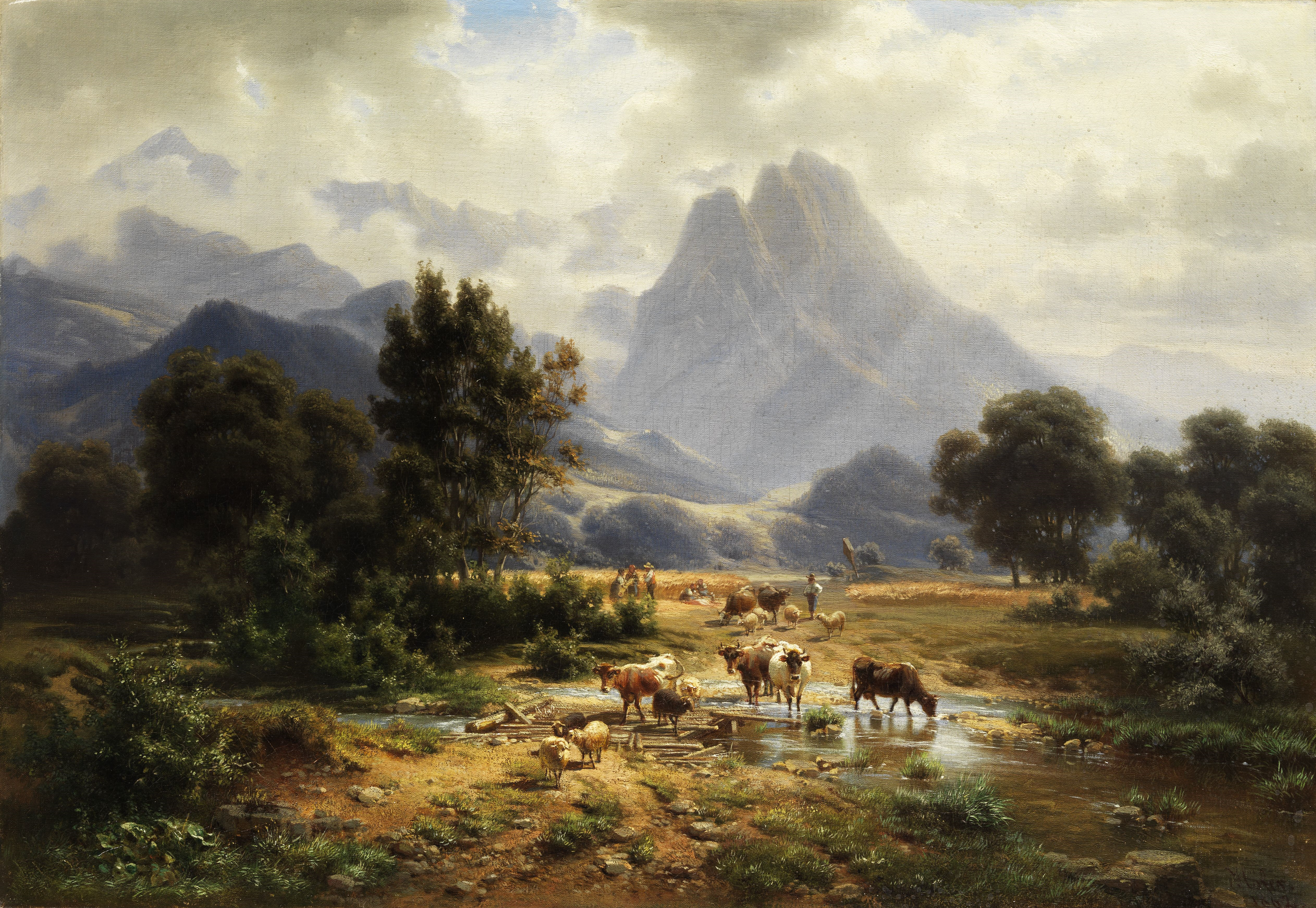
Heinrich Höfer, Gebirgslandschaft

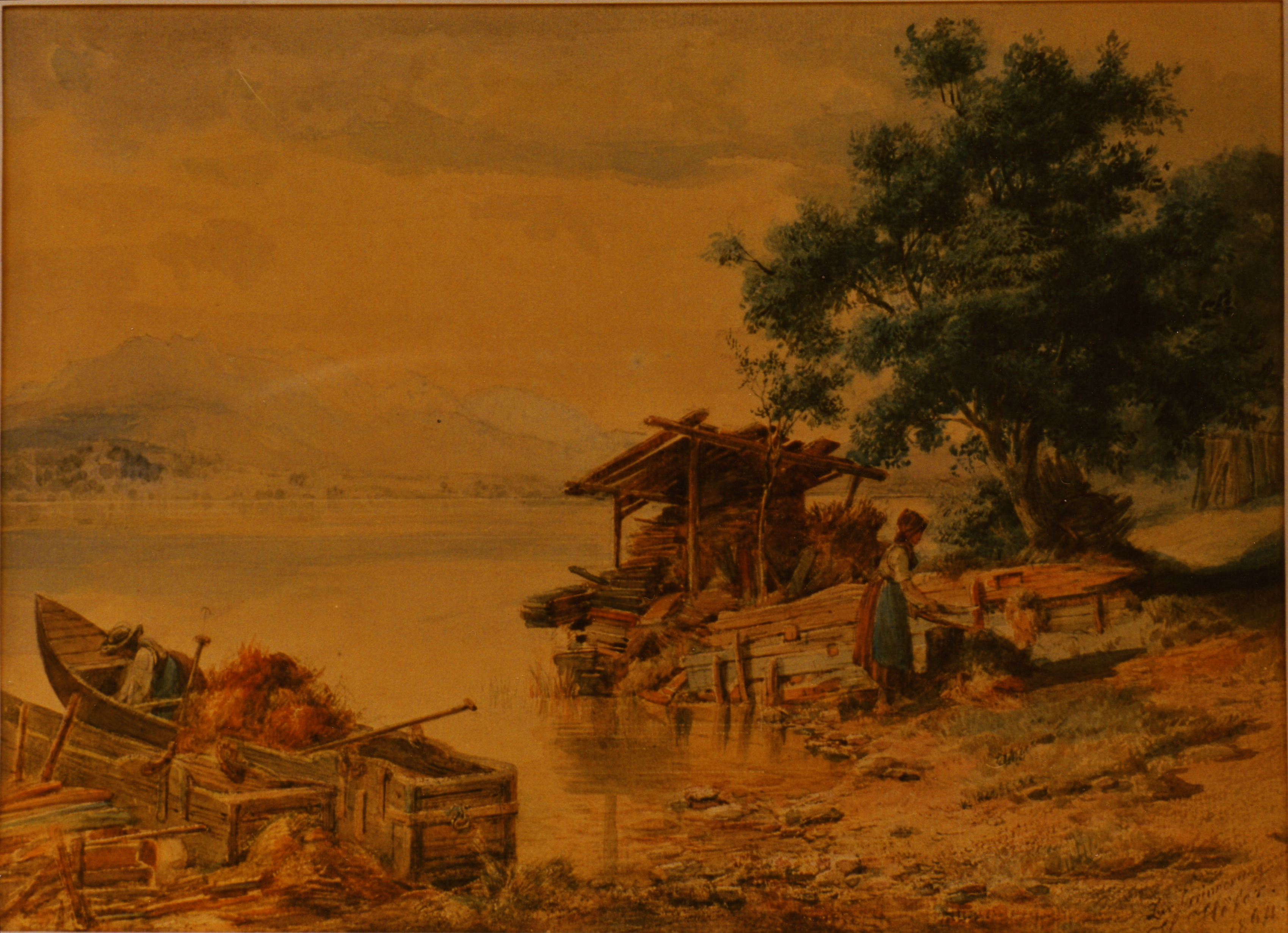
Auf der Fraueninsel im Chiemsee, Aquarell

Höfer begann als Portraitmaler, womit er auch seine frühen Kunstreisen finanzierte. Überliefert sind u. a. Familienporträts, darunter drei Selbstbildnisse. Bekannt und anerkannt ist er vor allem als Landschaftsmaler. Er wird der Münchner Schule und den Chiemsee-Malern zugerechnet. Seine Werke werden auch heute zu guten Preisen auf dem internationalen Kunstmarkt gehandelt. Seine idealen Landschaften enthalten vor allem alpenländische und Chiemsee-Motive, oft mit dem Zugspitzmassiv oder den Gletscherbergen des Berner Oberlandes im Hintergrund. Im Mittelgrund ländliche Szenen mit Vieh oder Pferdegespannen und kleinen, detailgenauen Staffagefiguren. Ein anderes, beliebtes Sujet sind Nürnberger Stadtszenen. Alten holländischen Vorbildern folgend, fertigte er auch immer wieder Winterlandschaften an, vielfach mit spiegelnden Eisflächen.
Von seinen Reisen brachte er zahlreiche Aquarelle und Zeichnungen mit, die ihm als Vorlagen dienten. Etliche finden sich in der Maillinger-Sammlung des Münchner Stadtmuseums und in der Staatlichen Graphischen Sammlung München. Seine Gemälde finden, beziehungsweise fanden sich in zahlreichen Museen, z. B. im Städtischen Museum Bamberg (Winterlandschaft), im Schlesischen Museum Breslau (Bayr. Gebirgsdorf im Winter), in der oberösterreichischen Landesgalerie Linz (Almhütte im Pinzgau) und im Braith-Mali-Museum Biberach.

## Ausstellungen
Seit 1858 zeigte er seine Werke regelmäßig auf Ausstellungen in München, u. a. auch in Berlin, Dresden, Lübeck, Luzern. Eine erste umfassende Einzelausstellung führte das Schlossmuseum seiner Heimatstadt Eisfeld im Jahr 2014 durch. Dazu wurde ein illustriertes Werkverzeichnis ergänzt von seinen „Zeichnungen und Skizzen“ und seinen „Briefen“ herausgegeben.